# Virginia Slims of Pennsylvania 1984
Il Virginia Slims of Pennsylvania 1984 è stato un torneo di tennis giocato sul sintetico indoor. È stata la 5ª edizione del torneo, che fa parte del Virginia Slims World Championship Series 1984. Si è giocato a Hershey, Philadelphia negli Stati Uniti, dal 9 al 15 gennaio 1984.

## Campionesse

### Singolare
Catarina Lindqvist ha battuto in finale  Beth Herr con il punteggio di 6–4, 6–0

### Doppio
Kateřina Skronská /  Marcela Skuherská hanno battuto in finale  Ann Henricksson /  Nancy Yeargin con il punteggio di 6–1, 6–3